# Roneisha McGregor
Roneisha McGregor (ur. 9 października 1997) – jamajska lekkoatletka specjalizująca się w biegach sprinterskich.
Weszła w skład jamajskiej sztafety 4 × 400 metrów, która zdobyła srebro mistrzostw panamerykańskich juniorów (2015). Rok później biegła w eliminacjach biegu rozstawnego na tym samym dystansie podczas światowego czempionatu juniorów w Bydgoszczy. McGregor nie znalazła się w składzie na bieg finałowy, a jej koleżanki z reprezentacji wywalczyły srebro.
Złota (w sztafecie) i srebrna (w biegu na 400 metrów) medalistka młodzieżowych mistrzostw NACAC. W tym samym roku zdobyła srebrny medal w sztafecie mieszanej podczas mistrzostw świata w Dosze oraz biegła w eliminacjach biegu rozstawnego 4 × 400 metrów, gdzie jamajska drużyna zdobyła brązowy medal. W 2021 zdobyła brązowy medal igrzysk olimpijskich w Tokio w biegu rozstawnym 4 × 400 metrów.

## Osiągnięcia
| Rok  | Impreza                              | Miejsce    | Konkurencja             | Lokata     | Wynik           |
| ---- | ------------------------------------ | ---------- | ----------------------- | ---------- | --------------- |
| 2015 | Mistrzostwa panamerykańskie juniorów | Edmonton   | sztafeta 4 × 400 metrów | 2. miejsce | 3:38,77         |
| 2016 | Mistrzostwa świata juniorów          | Bydgoszcz  | bieg na 200 metrów      | półfinał   | 23,94           |
| 2016 | Mistrzostwa świata juniorów          | Bydgoszcz  | sztafeta 4 × 400 metrów | 2. miejsce | 3:31,01 (elim.) |
| 2019 | Młodzieżowe mistrzostwa NACAC        | Querétaro  | bieg na 400 metrów      | 2. miejsce | 51,70           |
| 2019 | Młodzieżowe mistrzostwa NACAC        | Querétaro  | sztafeta mieszana       | 1. miejsce | 3:16,99         |
| 2019 | Igrzyska panamerykańskie             | Lima       | sztafeta 4 × 400 metrów | 3. miejsce | 3:27,61         |
| 2019 | Mistrzostwa świata                   | Doha       | sztafeta mieszana       | 2. miejsce | 3:11,78         |
| 2019 | Mistrzostwa świata                   | Doha       | sztafeta 4 × 400 metrów | 3. miejsce | 3:22,37 (elim.) |
| 2021 | Igrzyska olimpijskie                 | Tokio      | bieg na 400 metrów      | półfinał   | 50,34           |
| 2021 | Igrzyska olimpijskie                 | Tokio      | sztafeta 4 × 400 metrów | 3. miejsce | 3:21,24         |
| 2022 | Halowe mistrzostwa świata            | Belgrad    | bieg na 400 metrów      | eliminacje | 52,89           |
| 2022 | Halowe mistrzostwa świata            | Belgrad    | sztafeta 4 × 400 metrów | 1. miejsce | 3:28,40         |
| 2022 | Mistrzostwa świata                   | Eugene     | sztafeta mieszana       | 5. miejsce | 3:13,95 (elim.) |
| 2022 | Igrzyska Wspólnoty Narodów           | Birmingham | bieg na 400 metrów      | eliminacje | 53,28           |
| 2022 | Igrzyska Wspólnoty Narodów           | Birmingham | sztafeta 4 × 100 metrów | 3. miejsce | 43,66 (elim.)   |
| 2022 | Igrzyska Wspólnoty Narodów           | Birmingham | sztafeta 4 × 400 metrów | 2. miejsce | 3:26,93         |
| 2024 | World Athletics Relays               | Nassau     | sztafeta 4 × 400 metrów | repasaże   | 3:28,54         |
| 2025 | World Athletics Relays               | Kanton     | sztafeta 4 × 400 metrów | eliminacje | 3:40,54         |
| 2025 | World Athletics Relays               | Kanton     | sztafeta mieszana       | repasaże   | 3:14,42         |

## Rekordy życiowe
- Bieg na 200 metrów – 22,99 (2021)
- Bieg na 400 metrów (stadion) – 50,02 (2021)
- Bieg na 400 metrów (hala) – 52,32 (2022)